# Tenuiphantes
Tenuiphantes är ett släkte av spindlar som beskrevs av Michael Ilmari Saaristo och Andrei V. Tanasevitch 1996. Tenuiphantes ingår i familjen täckvävarspindlar.

## Dottertaxa tillTenuiphantes, i alfabetisk ordning[1][2]
- Tenuiphantes aduncus
- Tenuiphantes aequalis
- Tenuiphantes alacris
- Tenuiphantes altimontanus
- Tenuiphantes ancatus
- Tenuiphantes ateripes
- Tenuiphantes canariensis
- Tenuiphantes contortus
- Tenuiphantes cracens
- Tenuiphantes crassus
- Tenuiphantes cristatus
- Tenuiphantes drenskyi
- Tenuiphantes flavipes
- Tenuiphantes floriana
- Tenuiphantes fogarasensis
- Tenuiphantes fulvus
- Tenuiphantes herbicola
- Tenuiphantes jacksoni
- Tenuiphantes jacksonoides
- Tenuiphantes leprosoides
- Tenuiphantes mengei
- Tenuiphantes miguelensis
- Tenuiphantes monachus
- Tenuiphantes morosus
- Tenuiphantes nigriventris
- Tenuiphantes perseus
- Tenuiphantes plumipes
- Tenuiphantes retezaticus
- Tenuiphantes sabulosus
- Tenuiphantes spiniger
- Tenuiphantes stramencola
- Tenuiphantes striatiscapus
- Tenuiphantes suborientalis
- Tenuiphantes tenebricola
- Tenuiphantes tenebricoloides
- Tenuiphantes tenuis
- Tenuiphantes wunderlichi
- Tenuiphantes zebra
- Tenuiphantes zelatus
- Tenuiphantes zibus
- Tenuiphantes zimmermanni